# Myrmecia pilosula
Myrmecia pilosula es una especie de hormiga nativa de Australia del género Myrmecia. Se han registrado colonias de estas hormigas en todo el país, pero se encuentran más a menudo en Tasmania, zonas rurales de Victoria, Nueva Gales del Sur, Territorio de la Capital Australiana y el área sudeste de Australia Meridional.
Son de color negro o rojonegruzco y pueden tener las patas, antenas y mandíbulas amarillas o naranja. Miden unos 10-12 mm de longitud. Su característico movimiento saltarín (puede dar saltos de hasta 10 cm de longitud) cuando se encuentra en un estado inquieto hace que se las conozca como hormigas saltadoras. Sus colonias pueden encontrarse escondidas discretamente bajo una roca, o pueden estar formadas por un montículo con múltiples entradas con un diámetro de hasta un metro generalmente formado de grava fina.
Como con muchas especies de hormigas bulldog, las hormigas saltadoras son generalmente recolectoras solitarias, aunque viven en colonias como la mayor parte de hormigas, y sólo las obreras recolectan. Son muy territoriales y las luchas con hormigas saltadoras de otras colonias son comunes, e incluso entre miembros de la misma colonia.
Myrmecia pilosula es una especie carnívora y carroñera. Pican a sus víctimas con un aguijón similar al de las avispas, abejas y hormigas de fuego. Su veneno es uno de los más potentes en el mundo de los insectos. También son cazadoras reconocidas; hasta las avispas se encuentran entre sus víctimas. Estas hormigas tienen una visión excelente, que les ayuda en la caza.
Los síntomas de las picaduras de estas hormigas son similares a las de las hormigas de fuego. La reacción es local: edema, eritema y fiebre, seguida por la formación de una ampolla. La frecuencia cardíaca aumenta y la tensión arterial cae rápidamente. El veneno provoca en insectos de gran tamaño una parálisis, además de consumir lentamente el sistema inmunológico y los órganos vitales. En individuos alérgicos al veneno (aproximadamente el 2-3 % de los casos), una picadura provoca a veces un shock anafiláctico y ha llegado a ser mortal en algunos casos. El tratamiento es muy similar al de picaduras de abeja y avispa. También hay un programa de inmunoterapia alérgica («vacunas de alergia») desarrollado para picaduras de esta hormiga, que utilizan su propio veneno.
El genoma de Myrmecia pilosula tiene un único par de cromosomas (los machos, en su condición de haploides, sólo tienen un cromosoma); esto representa el número de cromosomas más bajo conocido en el mundo animal, lo que las convierte en un interesante tema de estudio en la genética y la biología del desarrollo de los insectos sociales.